# Державна служба України з лікарських засобів
Державна служба України з лікарських засобів (Держлікслужба України) — до 10 вересня 2014 — центральний орган виконавчої влади, діяльність якого спрямовується і координується Кабінетом Міністрів України через Міністра охорони здоров'я України.
10 вересня 2014 р. було прийнято Постанову Кабміну № 442, якою скасовано Державну службу з лікарських засобів. її правонаступник — Державна служба України з лікарських засобів та контролю за наркотиками.
Основними завданнями Держлікслужби України є:
- внесення пропозицій щодо формування державної політики у сферах контролю якості та безпеки лікарських засобів, медичних виробів, а також ліцензування господарської діяльності з виробництва лікарських засобів, гуртової та роздрібної торгівлі лікарськими засобами;
- реалізація державної політики у сфері державного контролю якості та безпеки лікарських засобів і медичних виробів;
- ліцензування господарської діяльності з виробництва лікарських засобів, гуртової та роздрібної торгівлі лікарськими засобами.

З 4 червня 2014 року головою служби був Пасічник Михайло Францович.